# Kevin Jonas
Paul Kevin Jonas II, (Teaneck, Nova Jersey, 5 de novembre de 1987) més conegut com a Kevin Jonas, és un músic dels Estats Units, membre de la banda dels Jonas Brothers.
És fill de Denisse (mestressa) i Paul Kevin Jonas (ex pastor i ara productor musical). Va contreure matrimoni amb "Danielle Deleasa" el 19 de desembre del 2009. És el major dels germans (Joseph, Nicholas i Frankie). Kevin fa els cors i és el guitarrista de la banda.
El grup Jonas Brothers ha protagonitzat la pel·lícula Camp Rock amb els seus germans Joe Jonas i Nick Jonas i juntament amb Demi Lovato. Amb els seus germans, també protagonitza la sèrie de Disney Channel J.O.N.A.S.

## Carrera musical
A l'acabar l'escola es va unir als seus germans en 2005 per a la formació de la banda aportant els seus acords en la guitarra. En l'agrupació, es caracteritza pel fet que sempre té alguna cosa nova per a interpretar i la seva originalitat al fer les veus de fons. En 2007 es van donar a conèixer mundialment amb l'àlbum Jonas Brothers.

## Discografia

### Àlbums (com a guitarrista i vocalista dels Jonas Brothers)
- 2006: It's About Time
- 2007: Jonas Brothers
- 2008: A Little Bit Longer
- 2009: Lines, Vines and Trying Times

### Gires (com a guitarrista i vocalista dels Jonas Brothers)
- 2006: Jonas Brothers American Club Tour
- 2006: Marvelous Party Tour
- 2007: Best of Both Worlds Tour (Artista d'obertura)
- 2008: When You Look Me In the Eyes Tour
- 2008: Burning Up Tour
- 2009: World Tour 2009